# Pharsalia ochreomaculata
Pharsalia ochreomaculata là một loài bọ cánh cứng trong họ Cerambycidae.